# Carl Gustaf Silfverskiöld
Carl Gustaf Silfverskiöld, född 5 juli 1692 i Saxtorps församling, Malmöhus län, död 24 april 1741 i Stockholm, var en svensk lagman.

## Biografi
Carl Gustaf Silfverskiöld föddes 1692 på Tågerup i Saxtorps socken. Han var son till professorn Nils Silfverskiöld och Juliana Sigrid Gripenflycht. Silfverskiöld blev 25 oktober 1705 student vid Lunds universitet och var 1720 kommissionssekreterare vid danska hovet. Han blev 1740 lagman i Tiohärads lagsaga. Silfverskiöld avled 1741 i Stockholm.

### Egendom
Silfverskiöld ägde Össjö i Össjö socken, Kristianstads län.

### Familj
Silfverskiöld gifte sig första gången 28 maj 1720 i Stockholm med Maria Elisabet Winckler (död 1722), doter till residenten N. N. Winckler i Preussen och Maria Magdalena Le Roy.
Silfverskiöld gifte sig andra gången 3 september 1727 med sin broders svägerska Christina de Bruine (1695–1763), dotter till generalmajoren Jakob de Bruine i Danmark och Karen Krabbe. De fick tillsammans barnen Juliana Sigrid Silfverskiöld (1728–1739), Chatarina Charlotta Silfverskiöld (1729–1812), Maria Elisabet Silfverskiöld (1730–1764) som var gift med löjtnanten Hans Gustaf Gammal Ehrencrona, Fredrik Jakob Silfverskiöld (1732–1743), Anna Sofia Silfverskiöld (1733–1819), Christina Eleonora Silfverskiöld (1737–1811) som var gift med överstelöjtnanten Abraham Tornérhielm, Nils Otto Silfverskiöld (1738–1739) och Juliana Sigrid Silfverskiöld (1740–1746).